# تقنية الإصبعية

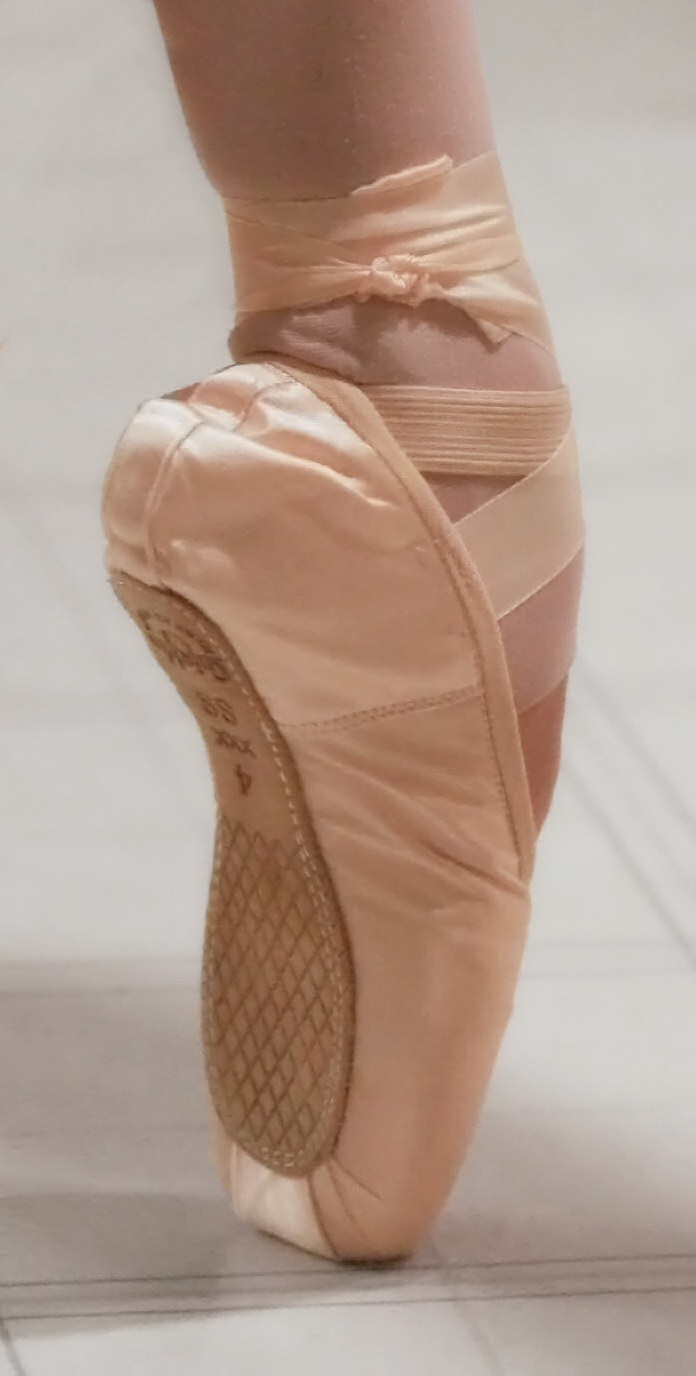
قدم في حالة إصبعية.

تقنية الإصبعية هي جزء من تقنية الباليه الكلاسيكي التي تتعلق بعمل الإصبعية، حيث تسند راقصة الباليه كل وزن الجسم على أطراف أقدام ممتدة بالكامل داخل حذاء الإصبعية. يقال أن الراقصة تكون في حالة إصبعية عندما يتم إسناد جسم الراقصة بهذه الطريقة، ويقال إن القدم العمودية الممتدة بالكامل تكون إصبعية عند لمس الأرض، حتى عندما لا تتحمل وزناً. يُنفّذ عمل الإصبعية أثناء ارتداء حذاء الإصبعية، والذي يستخدم تقوية هيكلية لتوزيع حمل وزن الراقصة على جميع أنحاء القدم، وبالتالي تقليل الحمل على أصابع القدم بما يكفي لتمكين الراقصة من إسناد وزن الجسم بالكامل على قدم عمودية بالكامل.